# دهستان تخت
دهستان تخت، یکی از دهستان‌های بخش تخت شهرستان بندرعباس در استان هرمزگان ایران است. مرکز این دهستان، شهر تخت است.

## جمعیت
بر پایه سرشماری عمومی نفوس و مسکن در سال ۱۳۹۵، جمعیت دهستان تخت برابر با ۴،۳۵۲ نفر بوده‌است.